# وصفي المالح
وصفي المالح (1897 - 1990)، هو ممثل سوري ومصور فوتوغرافي. فنان كبير لمع نجمه في المسرح في النصف الأول من القرن العشرين. ولد في دمشق عام 1897، أوفده رئيس الجمهورية شكري القوتلي إلى القاهرة (1946) لمواصلة دراسته والاطلاع. عمل بالتمثيل، واشترك في بعض المسلسلات التليفزيونية. أسّس نادي الفنون الجميلة بدمشق (1930)، وكان عمود الحركة المسرحية في مرحلة ما بين الحربين العالميتين.

## من أعماله
- السكين (فيلم) 1972.
- خياط للسيدات (فيلم) 1969.
- فدائيون حتى النصر/ عملية الساعة السادسة (فيلم).

## من مؤلفاته
- كتاب: «طريق النصر» (سلسلة ذاكرة المسرح السوري).[2]
- تاريخ المسرح السورية ومذكراتي، دار الفكر - دمشق 1984